# (35061) 1986 QL3
(35061) 1986 QL3 es un asteroide perteneciente al cinturón de asteroides, descubierto el 29 de agosto de 1986 por Henri Debehogne desde el Observatorio de La Silla, Chile.

## Designación y nombre
Designado provisionalmente como 1986 QL3.

## Características orbitales
1986 QL3 está situado a una distancia media del Sol de 2,733 ua, pudiendo alejarse hasta 3,649 ua y acercarse hasta 1,817 ua. Su excentricidad es 0,335 y la inclinación orbital 5,637 grados. Emplea 1650,45 días en completar una órbita alrededor del Sol.

## Características físicas
La magnitud absoluta de 1986 QL3 es 15,4. 